# Belägringen av Arkona

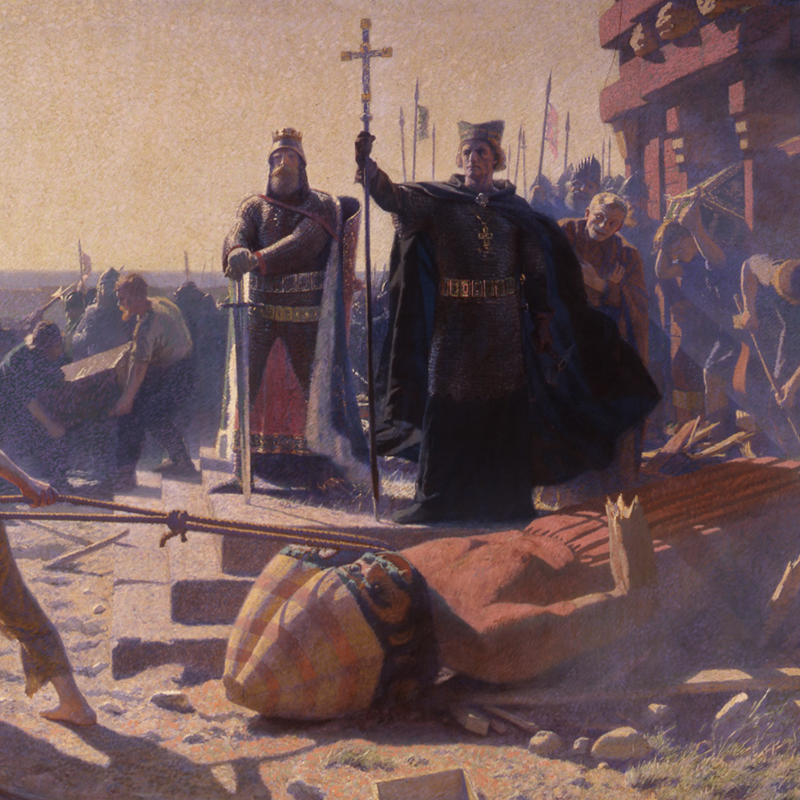
Detalj ur målningen Arkonas intagande av kung Valdemar den Store och biskop Absalon (1894) av Laurits Tuxen.

Belägringen av Arkona, även omnämnd som Erövringen av Rügen, ägde rum då styrkor från Danmark och hertigdömet Pommern under ledning av kung Valdemar I av Danmark belägrade den vendiska Ranistammens tempelfort Arkona på ön Rügen under några dagar år 1168. Belägringen var vällyckad och resulterade i att den sista resten av luticifederationen erövrades och kristnades.
Bakgrunden till händelsen var att de hedniska ranerna hade varit allierade med Valdemars rivalkung Sven Grate. När Valdemar vann tronen efter Grates död, förberedde han tillsammans med biskop Absalon fälttåget mot ranerna. 
Belägringen varade bara åtta dagar, eftersom en brand bröt ut inne i fortet och danskarna passade på att anfalla fortet medan ranerna var upptagna med att släcka elden. 
Danskarna plundrade fortet, förstörde Svantevits tempel och högg sönder gudens staty. Öns befolkning tvingades därefter konvertera till kristendomen tillsammans med sin härskare, Tetzlav av Rügen, som också tvingades erkänna den danska kungen som sin överherre. 
Belägringen gjorde intryck på makthavarna i det samtida Europa, som härvid fick intrycket av att Europas sista kvarvarande hedningar borde kristnas genom våld och erövring.

## Skildringar av händelsen

### Helmold av Bosau
Den tidigast kända texten om belägringen skrevs av den saxiske krönikeskrivaren Helmold av Bosau. I sin beskrivning av händelsen, som han daterar till 1168, framhäver han kung Valdemar som initiativtagare och huvudperson.

### Saxo Grammaticus
Den danske medeltida historikern Saxo Grammaticus skrev målande om händelsen i Gesta Danorum. Skildringen räknas som en höjdpunkt i Saxos verk, och därtill som ett gott exempel på hur han ofta framhävde biskop Absalon, som av allt att döma var hans uppdragsgivare.

### Laurits Tuxen
En annan känd skildring av händelsen är den monumentala målning som den danske konstnären Laurits Tuxen färdigställde 1894. Bilden bygger i hög grad på Saxos beskrivningar och är komponerad med hjälp av skådespelare, hamnarbetare, teaterrekvisita och – i linje med den nationalromantiska skolan – en hel del artistisk frihet. Det är en målning utförd med stort tekniskt kunnande, inspirerad av dåtidens europeiska mästare, exempelvis Ilja Repin, i synnerhet hans målning Pråmdragarna på Volga från 1870.

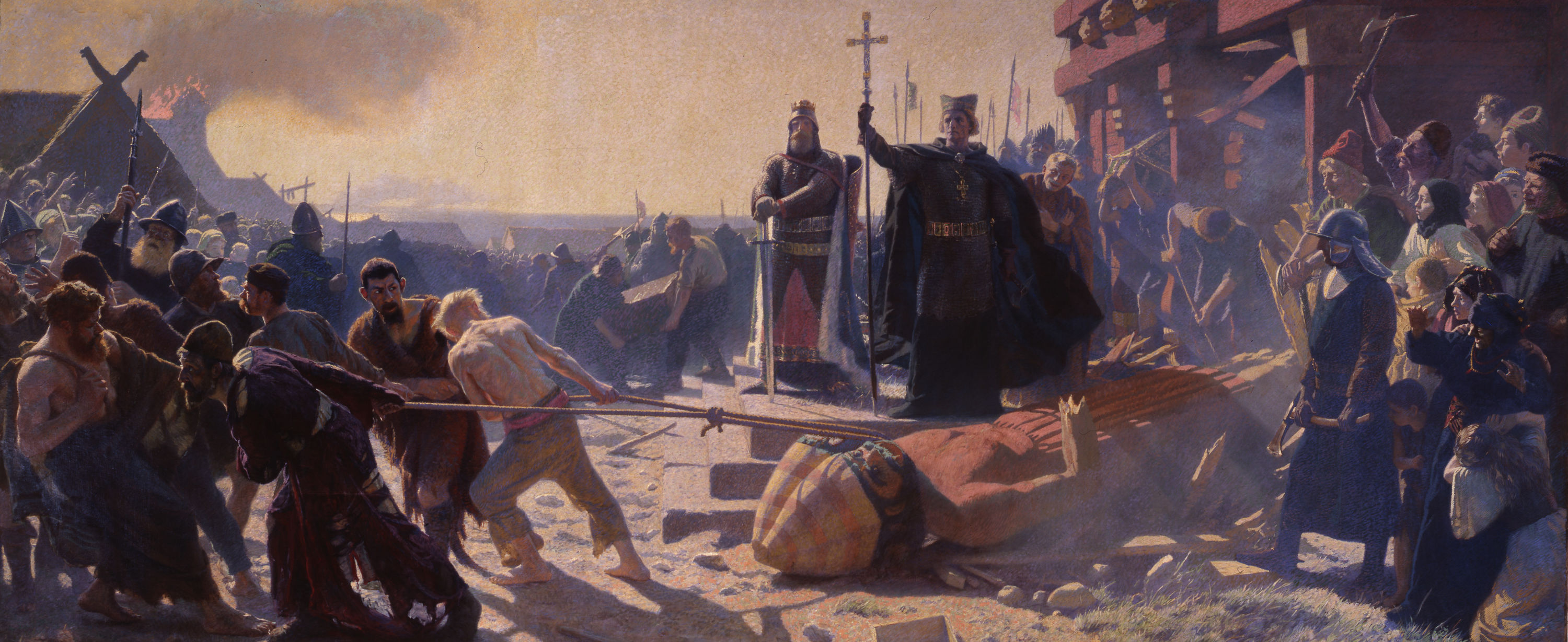
Laurits Tuxen, Arkonas intagande av kung Valdemar den Store och biskop Absalon 1169 (1894). Olja på duk, 273 x 651 cm. A 692.
Det Nationalhistoriske Museum på Frederiksborgs slott. Målningen beställdes till museet 1888 av J.C. Jacobsen.

Centralt i målningen står de bägge segerherrarna – en skäggig kung Valdemar och en slätrakad biskop Absalon – som representerar svärdets respektive kyrkans makt. Bakom biskopen tittar en ung Saxo fram; på så sätt är även det skrivna ordets makt representerad i bilden.